# Năpăiești
Năpăiești – wieś w Rumunii, w okręgu Alba, w gminie Sohodol. W 2011 roku liczyła 32 mieszkańców.